# Hrčci
 Ovo je glavno značenje pojma Hrčci. Za druga značenja pogledajte Hrčci (razdvojba).
Hrčci (Cricetinae) su glodavci aktivni pretežno u sumrak. To je potporodica porodice Cricetidae iz reda glodavaca. U prirodi Europe živi jedino poljski, ili europski hrčak. Kao kućne životinje drže se pretežno zlatni hrčci i različite druge patuljaste vrste.
Rasprostranjeni su u Europi i Aziji. Imaju relativno malo (u odnosu na druge glodavce) vrsta, poznato je samo 18 vrsta svrstanih u sedam rodova. Najveći dio vrsta živi u stepama i polupustinjama Mongolije. 
Neke sistematike ih ne razvrstavaju kao samostalnu potporodicu, nego ju smatraju tribusom potporodice Arvicolinae. Suprotno tome, ponekad se i rod Calomyscus svrstava u ovu grupu, međutim, oni nisu pravi hrčci.
Naziv "patuljasti hrčak" nije oznaka za neku grupu unutar skupine hrčaka.

## Sistematika
Rod Allocricetulus Argyropulo, 1932
1. Allocricetulus curtatus (G. M. Allen, 1925)
2. Allocricetulus eversmanni (Brandt, 1859)

Rod Cansumys G. M. Allen, 1928
1. Cansumys canus G. M. Allen, 1928

Rod Cricetulus Milne-Edwards, 1867
1. Cricetulus alticola Thomas, 1917
2. Cricetulus barabensis (Pallas, 1773)
3. Cricetulus kamensis (Satunin, 1903)
4. Cricetulus longicaudatus (Milne-Edwards, 1867)
5. Cricetulus migratorius (Pallas, 1773)
6. Cricetulus sokolovi Orlov and Malygin, 1988

Rod Cricetus Leske, 1779
1. Cricetus cricetus (Linnaeus, 1758)

Rod Mesocricetus Nehring, 1898
1. Mesocricetus auratus (Waterhouse, 1839)
2. Mesocricetus brandti (Nehring, 1898)
3. Mesocricetus newtoni (Nehring, 1898)
4. Mesocricetus raddei (Nehring, 1894)

Rod Phodopus Miller, 1910
1. Phodopus campbelli (Thomas, 1905)
2. Phodopus roborovskii (Satunin, 1903)
3. Phodopus sungorus (Pallas, 1773)

Rod Tscherskia Ognev, 1914
1. Tscherskia triton (de Winton, 1899)

## Vanjske poveznice
- Sirijski hrčak (engl.)